# Швайндорф
Швайндорф (нем. Schweindorf) — община в Германии, в земле Нижняя Саксония.
Входит в состав района Виттмунд. Подчиняется управлению Хольтрим. Население составляет 711 человек (на 31 декабря 2010 года). Занимает площадь 5,44 км².
| Год  | Население |
| ---- | --------- |
| 1990 | 513       |
| 1995 | 572       |
| 2000 | 590       |
| 2005 | 656       |
| 2010 | 693       |